# Уссельо
Уссельйо (итал. Usseglio) — коммуна в Италии, располагается в регионе Пьемонт, в провинции Турин.
Население составляет 232 человека (2008 г.), плотность населения составляет 2 чел./км². Занимает площадь 98 км². Почтовый индекс — 10070. Телефонный код — 0123.
В коммуне 15 августа особо празднуется Успение Пресвятой Богородицы.

## Демография
Динамика населения:

## Администрация коммуны
- Официальный сайт: https://web.archive.org/web/20100405053653/http://www.comuneusseglio.to.it/